# Guillaume de Malconvenant
Guillaume de Malconvenant (Ghulyalim Malquwanant selon sa propre signature en arabe, ; en italien Guglielmo di Malconvenant) est un baron du royaume de Sicile qui occupa notamment la haute fonction d'ammiratus entre la fin du XIIe et le début du XIIIe siècle.

## Biographie
Fils d'un certain Godefroi de Malconvenant, Guillaume appartient à l'une des plus anciennes familles baronniales normandes de Sicile. La famille est originaire de la région de Coutances, dans l'ouest du duché de Normandie, et le premier membre de la famille serait venu en Italie méridionale dans les années 1050 aux côtés de Roger de Hauteville, le conquérant normand de la Sicile musulmane. La famille Malconvenant possède à partir des années 1090 la baronnie de Calatrava, dans la région de Palerme.
Dans les années 1180, à la fin règne du roi Guillaume II de Sicile, Guillaume de Malconvenant est magister justiciarius regie magne curie (maître justicier de la grande cour royale) avant d'être nommé amiratus amiratorum (« émir des émirs » ; amiral) du royaume le 28 octobre 1194, peu de temps avant la chute de la dynastie royale des Hauteville, succédant à Eugenius Siculus,. Maintenu par la dynastie Hohenstaufen, il occupe cette fonction jusqu'en août 1204.

## Sources
- Jeremy Johns, Arabic administration in Norman Sicily : the royal dīwān, Cambridge University Press, 2002.  (ISBN 0521816920)
- Léon-Robert Ménager, Amiratus-[Amēras] : l'émirat et les origines de l'amirauté, XIe – XIIIe siècles, S. E. V. P. E. N., 1960.
- Hiroshi Takayama, The administration of the Norman kingdom of Sicily, BRILL, 1993.  (ISBN 9004098658)
- Gülru Necipoğlu, Doris Behrens-Abouseif, Anna Contadini, Muqarnas 21 Essays In Honor Of J.m. Rogers: An Annual On The Visual Culture Of The Islamic World, BRILL, 2005.  (ISBN 9004139648)